# Resource Description Framework
Resource Description Framework (RDF) е XML базиран език (т.е. неговият синтаксис е дефиниран на XML) за представяне на информация описваща уеб ресурси (Resources) в интернет и стандарт на W3C за семантични мрежови архитектури. Информацията може да бъде: описание на съдържанието, заглавието, автора, права за ползване и други структурирани метаданни. Информацията не се показва в уеб страниците.